# La Frette-sur-Seine

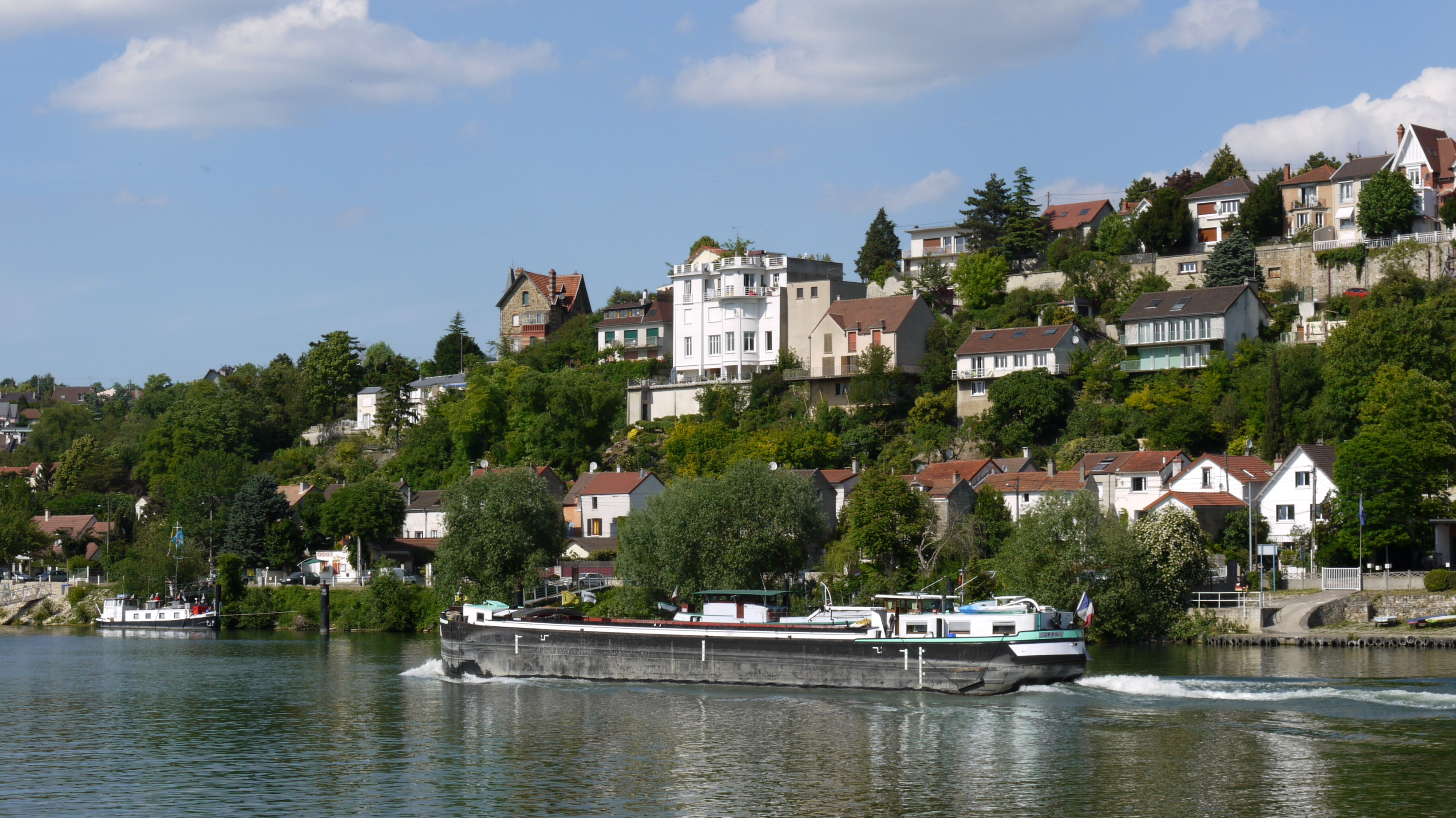
A comuna na borda do Sena.

La Frette-sur-Seine é uma comuna francesa do departamento de Val-d'Oise, na região da Ilha de França.
Seus habitantes são chamados Frettois.

## Geografia

### Transportes
La Frette-sur-Seine é servida pela estação de La Frette - Montigny na rede Transilien Paris Saint-Lazare (linha de Paris-Saint-Lazare a Mantes-Station por Conflans-Sainte-Honorine).

## Toponímia
A origem do nome da cidade provem talvez do latim fraustrum, terra inculta, do francês antigo fraite, fossa, ou de acordo com os historiadores locais do baixo latim fretta, frete, relacionados à atividade portuária: carga, isto é, o preço do aluguel de um barco ou o seu conteúdo.

## História
O mais antigo traço de vida humana descoberto em La Frette é um resto de cerâmica galo-romana.
A especialidade de La Frette tem sido a cultura do lilás comum (vendido depois para Paris), bem como o vinho (ver: Vinhos de Argenteuil). Até o final do século XX onde eles gradualmente desapareceram, La Frette era conhecida por seus lilás que decoravam e embalsamavam as encostas.
No final do século XIX e no início do século XX, graças à chegada da ferrovia, a cidade desenvolveu-se fortemente. Muitas famílias burguesas se estabeleceram nesta campanha tornada tão perto de Paris. Eles encomendavam aos arquitetos locais de belas vilas, impregnadas com o gosto da época pelo ecletismo e a Art nouveau. O arquiteto Henri Lecœur (1867-1951), se encontram casas em vários endereços.

## Cultura e patrimônio

### Lugares e monumentos

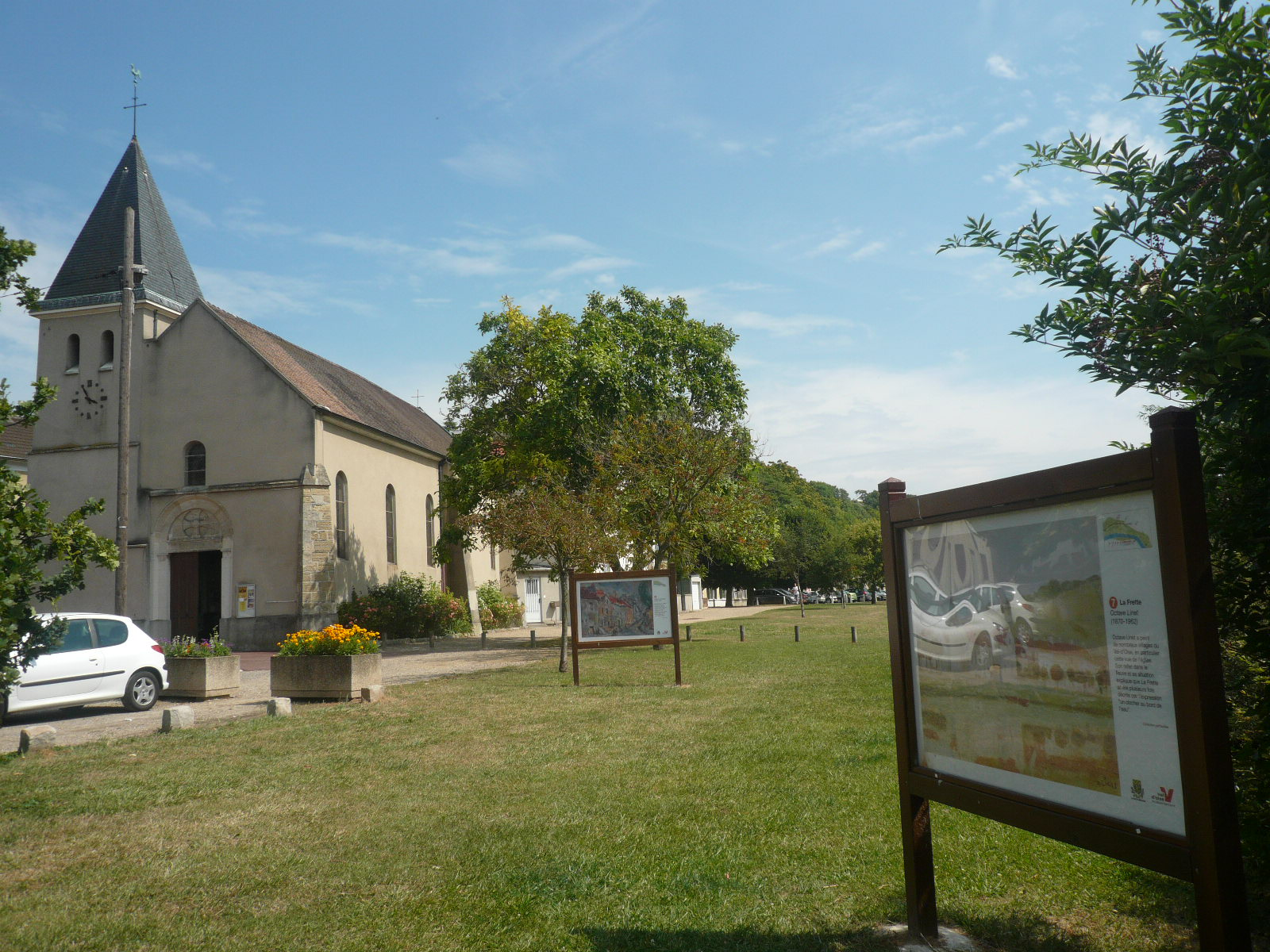
A igreja de La Frette-sur-Seine e as pinturas impressionistas.

Nenhum monumento histórico listado ou registrado não está presente no território comunal. No entanto, pode-se mencionar:
- Casa-estúdio de Albert Marquet: o pintor paisagista e desenhista, aluno de Gustave Moreau, se instalou em 1939 nesta casa do século XIX; muitas pinturas do Sena foram pintadas neste lugar.[3]
- Casa do escritor Jacques Chardonne: esta casa construída em 1925 é descrita nos Romanesques em 1938.
- Igreja Saint-Nicolas: dedicado ao santo padroeiro dos marinheiros, esta igreja do século XVI se situa nas margens do Sena e faz parte de um sítio classificado. Um cristo em madeira, classificado ao título dos objetos,[4] é exposto no fundo do coro.

### Personalidades ligadas à comuna
- Théo Sarapo.
- Jacques Chardonne, escritor.
- Alfred Jarry.[5]